# Harlingers
Het Harlingers is het stadsdialect van de Nederlandse stad Harlingen.

## Achtergrond van het dialect
Het Harlingers behoort tot het Stadsfries: een groep Nederlandse dialecten met sterke Friese invloeden. Die invloeden uiten zich in de grammatica, in de woordenschat en in de uitspraak (herkenbaar als een "Fries accent"; zie voorts het hoofdartikel). Twee stopwoordjes die als typisch Harlingers worden gezien zijn juh en seun, welke vaak aan een zin worden toegevoegd. De dubbele ui-klank wordt vaak een uu. De letter g wordt net als de g in het Engelse goal uitgesproken. Een g- of ch-klank wordt meestal uitgesproken als een k (als in kool).

## Verschil met andere Friese stadsdialecten
Door de ligging en de geschiedenis van Harlingen als havenstad kent het dialect van Harlingen relatief minder Friese en meer Hollandse woorden dan andere Stadsfriese dialecten. Het onderscheidt zich ook van bv. het Liwwadders (het dialect van Leeuwarden) door de verschillende verkleinvormen van veel zelfstandige naamwoorden (Harlingers: kantoortsje, papiertsje, touwtsje, stúve'tsje, Liwwadders: kantoorke, papierke, touwke, stúverke). Het voegwoordelijk bijwoord ook (Fries: ek) verschilt in het Harlingers (oek) van de omliggende Stadsfriese dialecten (ok).

## Vervoegingen
Persoonlijke voornaamwoorden en werkwoordvervoeging komen overeen met het Fries:
- ik loop
- dou loopst / jou lope (jij loopt / u loopt)
- hij loopt
- wij lope
- jumme lope (jullie lopen)
- sij lope

## Dialectvoorbeelden
Hieronder enkele voorbeeldzinnen met Harlinger woordjes. Deze zinnen zijn niet altijd letterlijke vertalingen, dit om het Harlingers beter weer te geven.
| Nederlands                                              | Harlingers                                            |
| ------------------------------------------------------- | ----------------------------------------------------- |
| Waar ga je heen?                                        | Waa gaast heen (jûh/seun)?                            |
| Je moet naar school jongen.                             | Dou must naar skool seun.                             |
| Krijg nou wat!                                          | Krek wat                                              |
| Dat is mijn moeder.                                     | Dat i mien moeke.                                     |
| Die loopneus van mij, daar word je niet goed van.       | Potsamme, die snotkoker van my da wust niet goet fan. |
| Wat wil je nou?                                         | Wat wuus'tou nou juh?                                 |
| Je moet je mond dicht houden! of Je moet je kop houden! | Must dien vreet houwe                                 |
| Waar zijn al die mensen?                                | Waar binne al die meesen?                             |
| Ik sla je in elkaar!                                    | Ik sodemieter die (op 'e kop) in de Súderhaven!       |
| Wie ben jij dan?                                        | Wie bistou dan juh?                                   |
| Hou op met raaskallen!                                  | Must niet suh ouwehoeren juh, vent!                   |
| Er is een steekje bij je los.                           | Komst uut Franeker seker?                             |
| Doe even normaal!                                       | Anders doest even achterlijk of su.                   |
| Vroeger, toen links nog rechts was.                     | Vroeger, toen moeke nog strak was.                    |
| We hebben gisteravond gezellig gestapt.                 | Mooie slaanderei gister.                              |
| Ik heb een oogje op je.                                 | Ik krij de kriebels van die.                          |
| Ik zou met jou weleens een beschuitje willen eten.      | Gaan jou/Gaast dou met 't Singeltsje om?              |
| Wil je vechten of zo?                                   | Must een slag voor dien hasses?                       |
| Goed gedaan.                                            | Dat hest mooi deent seun.                             |
| Waar ga je heen?                                        | Waar gaast hene?                                      |
| Mooi weer hè?                                           | Mooi weertsje niet juh?                               |
| Hoe wil je dat hebben?                                  | Hoe wust dat voor mekaar sien seun?                   |
| Kun je er niet vanaf blijven?                           | Kest der niet vanaf blieve juh?                       |
| Ik heb zin in een biertje.                              | Ik hef sin in 'n biertsje.                            |
| Ik heb een karweitje voor je.                           | Ik hef een mooi putsje voor die, seun.                |
| Waar is de suikerpot gebleven?                          | Wèr i de súkerpot bleven?                             |
| Moet je een klap hebben?                                | Watte jong, mut ik die een giezel geve?               |
| Heb je nog een tas voor de boodschappen?                | Hest nog een pude foor de bòòdskappen?                |
| Wat heb je in je broekzak?                              | Wat hest daar in dien buse?                           |
| Kijk daar is de koning!                                 | Oh, daar hest de Kòning oek weer.                     |
| Kijk eens wat ik heb gekocht.                           | Kiek us wat ik kocht hef.                             |
| Je hebt er wel zin in zeker?                            | Hest er wel sin in seker?                             |
| Jij raakt ook altijd alles kwijt.                       | Dou raakst oek altied alles kwiet.                    |
| Zou ik er langs mogen?                                  | Denk om mien skouders seun!                           |
| Doe niet zo gek                                         | Doe niet su sleeuw juh                                |
| Je moet opschieten, jongen                              | De must aweseere, seun                                |
| Wat ben je nou aan het zeuren?                          | Wat sist te sjanteren?                                |
| Dat iemand zo iets geks doet!                           | Wat een verstân, juh                                  |
| Wat heb ik jou lang niet gezien!                        | Verrek, leefstou oek nog?                             |
| Hou toch op                                             | Èh, ga fut juh                                        |
| Weet je wel                                             | Weest wel !                                           |
| Rustig joh                                              | Énnouu juh!                                           |